# Chloropsina ilaroensis
Chloropsina ilaroensis är en tvåvingeart som beskrevs av Deeming 1981. Chloropsina ilaroensis ingår i släktet Chloropsina och familjen fritflugor.
Artens utbredningsområde är Nigeria. Inga underarter finns listade i Catalogue of Life.